# Maldonado (département)
Pour les articles homonymes, voir Maldonado.
Le Maldonado est un département situé dans le sud est de l'Uruguay.

## Géographie
Le département est limité par l'océan Atlantique au sud, avec la ville de Punta del Este qui marque la séparation entre le fleuve d'Argent et l'océan. À l'est du département, se trouve celui de Rocha, à l'ouest celui de Canelones, et Lavalleja se situe au nord.
Département de montagnes, avec la sierra de Caracoles (montagne d'escargot) et celle de Ballena (montagne de baleine) qui coupe le département en deux au-dessus de la ville de Maldonado selon un axe nord/sud, plus au sud ouest, y sont perchés la sierra de las Animas (avec le cerro Animas deuxième altitude du pays avec ses 501 m) et enfin dans le nord, la sierra de las Cañas qui est coiffée par le Cerro Catedral (mont Catedral) (le point le plus haut du pays avec 513 m).

Pour autant, la côte est sablonneuse (avec des pointes de pierres) et possède des baies dont celles de Maldonado, de Piriápolis et de Punta Ballena.
Les cours d'eau importants comprennent le río Solís Grande qui sert de frontière avec le département de Canelones, et le arroyo Maldonado (torrent) qui se jette dans l'océan Atlantique.

## Histoire
Au temps des colonies, le département était connu sous le nom de San Fernando de Maldonado. En 1816, il fut l'un des premiers départements de la nouvelle république.

## Population

### Villes les plus peuplées

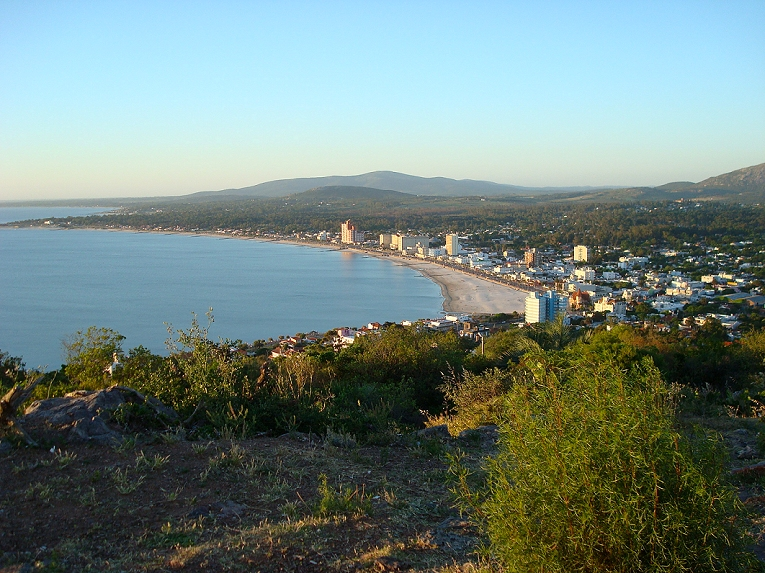
Vue de Piriápolis.

Selon le recensement de 2004.
| Ville                  | Population |
| ---------------------- | ---------- |
| Maldonado              | 54 603     |
| San Carlos             | 24 771     |
| Pinares – Las Delicias | 8 524      |
| Piriápolis             | 7 899      |
| Punta del Este         | 7 298      |
| Pan de Azúcar          | 7 098      |
| Cerro Pelado           | 6 385      |
| Aiguá                  | 2 676      |
| San Rafael – El Placer | 1 994      |
| Barrio Hipódromo       | 1 577      |

### Autres villes

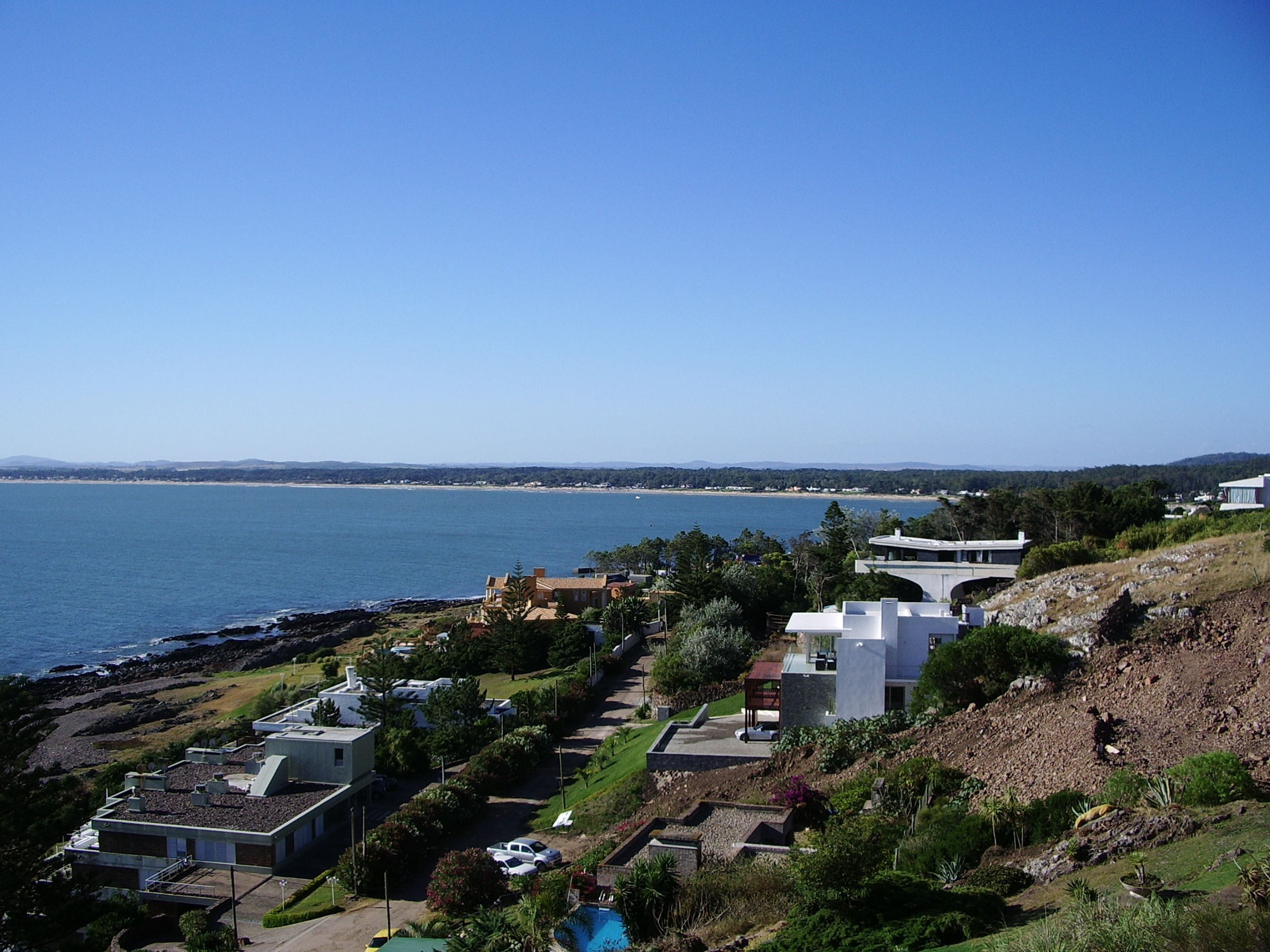
Portezuelo.

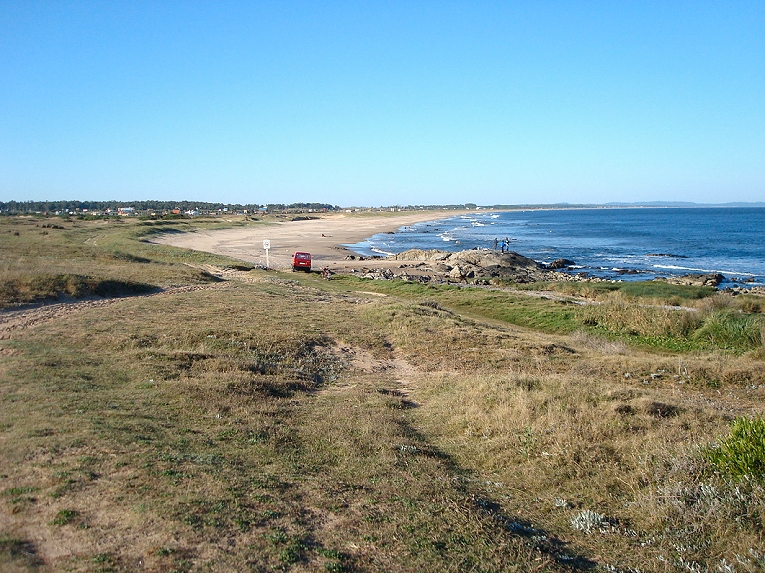
Punta Negra.

| Ville                  | Population |
| ---------------------- | ---------- |
| La Sonrisa             | 968        |
| Gregorio Aznárez       | 902        |
| El Tesoro              | 781        |
| Playa Grande           | 715        |
| Barrio Los Aromos      | 633        |
| Villa Delia            | 623        |
| Balneario Buenos Aires | 509        |
| Gerona                 | 506        |
| La Capuera             | 494        |
| Playa Hermosa          | 382        |
| Punta Ballena          | 376        |
| La Barra               | 358        |
| Solís                  | 303        |
| El Chorro              | 254        |
| Playa Verde            | 250        |
| Las Flores             | 221        |
| Garzón                 | 207        |
| Manantiales            | 182        |
| José Ignacio           | 159        |
| Nueva Carrara          | 118        |
| Ocean Park             | 63         |
| Portezuelo             | 63         |
| Punta Colorada         | 62         |
| Pueblo Solís           | 61         |
| Punta Negra            | 50         |

## Économie
Le tourisme demeure vital pour l'économie du département, les touristes argentins et brésiliens y sont les plus nombreux.

S'y développe aussi une importante activité d'élevage d'ovins et de bovins. L'agriculture est pratiquée dans le sud, avec des cultures de maïs, de blé, de fourrage, de légumes, de vigne, etc.

S'y trouvent aussi quelques mines d'extraction de marbre, des entrepôts et des moulins.

## Sport
Le CA Atenas est un club de football participant au championnat d'Uruguay de football D2.